# ザ・デス・オブ・エメット・ティル
「ザ・デス・オブ・エメット・ティル」（The Death of Emmett Till）は、ボブ・ディランの楽曲。1955年8月28日、14歳のアフリカ系アメリカ人のエメット・ティルは二人の白人の男に殺された。ディランはこの事件と無罪となった裁判の顛末を曲にし、1962年から歌い始めた。オリジナル・アルバムには収録されず、1972年にフォークウェイズ・レコードから出たコンピレーション・アルバムの収録曲として初めて正式にレコード化された。「The Ballad of Emmett Till」とのタイトルもある。

## 概要
1955年8月、イリノイ州シカゴに住む14歳のアフリカ系アメリカ人のエメット・ティルは、夏休みを利用してミシシッピ州マネー近郊にいる親類を訪ねた。ティルは従兄弟や地元の少年たちとともにブライアント夫妻の営む食料品店に入った。店番をしていたのは妻のキャロライン・ブライアントだった。キャロラインの証言を信じた夫のロイはティルの居場所をつきとめた。8月28日未明、就寝中のティルを誘拐し、納屋に連れ込んで兄のJ. W. ミランと共にリンチを加え、死体をタラハシー川に放り捨てた。ティルの母親は殺害の残忍性を示すために、顔が見えるよう棺を開いたまま葬儀を行った。このため事件は連日にわたって報じられ、ロイ・ブラントとミランを被告とする裁判も注目を集めた。9月23日、陪審員は無罪の評決を下した。全米黒人地位向上協会は裁判の結果を強く非難した。ラングストン・ヒューズやウィリアム・フォークナーなど、国内の作家や詩人がたてつづけに事件をとりあげ、また作品の題材とした。
ボブ・ディランは事件そのものを歌にし、1962年からコーヒーハウスなどで歌い始めた。「幾人かがエメット・ティルを納屋に引きずり込み、袋叩きにした／彼らは『俺たちには正当な理由があった』と言った。それが何だったか忘れたが／彼らは彼を拷問し、悪鬼でもなければ続けることのできないことをしっかりやり遂げた」「彼らがティルを殺したのはただ殺すのが楽しいからだ／嘘じゃない／殺したのはゆっくり死んでいくのを見たかったからなんだ」と語り、最後に「この種のことはあのお化けの格好をしたクー・クラックス・クランの中に今日も生き続けている」と締めくくった。
1969年7月、ロック史上初の海賊版として名高い『Great White Wonder』（2枚組）が世に出回る。ディランの初期の未発表曲と、ディランとザ・ホークスが1967年にウッドストック郊外の「ビッグ・ピンク」と呼ばれる家で行ったセッションの音源を集めたこの非公式のレコードに本作も収録された。
1972年、フォークウェイズ・レコードからフォークシンガーのコンピレーション・アルバム『Broadside Ballads Vol. 6 Broadside Reunion』が発売され、ディランの未発表曲が「Blind Boy Grunt」という変名名義で4曲収録された。本作は「The Ballad of Emmett Till」とのタイトルで初めてレコード化された。音源は1962年5月にWBAIスタジオで録音されたものが使われた。
別バージョンは以下のとおり。
- 1962年1月29日にニューヨークで録音。『The 50th Anniversary Collection』（2012年）に収録。
- 1962年4月24日、ニューヨークのコロムビア・レコーディング・スタジオでセカンド・アルバム用に録音された音源。『The 50th Anniversary Collection』（2012年）に収録。
- 1962年7月2日、モントリオールのフィンジャン・クラブで行われたライブ。『The 50th Anniversary Collection』（2012年）に収録。
- 1962年12月に録音されたデモ。一般にウィットマーク・デモと呼ばれる。『ザ・ブートレッグ・シリーズ第9集：ザ・ウィットマーク・デモ』（2010年）に収録[2][12]。

## 備考
- ジョーン・バエズは1963年4月から5月にかけて行ったコンサートでA・C・ビルブリューが書いた「Death of Emmett Till」という同名の曲を歌った。同年11月、当該コンサートの音源を収録した『Joan Baez in Concert, Part 2』が発売された。「Death of Emmett Till」は収録されなかったが、2002年の再発盤にボーナストラックとして収録された[13]。